# Митюшино (Ярославская область)
Митюшино — деревня Николо-Эдомского сельского округа Артемьевского сельского поселения Тутаевского района Ярославской области.
Митюшино стоит на левом, северном высоком берегу реки Эдома, ниже впадения в неё реки Малая Эдома. На противоположном таком же высоком, но ещё и обрывистом берегу, к югу находится деревня Пасынково. К западу, огибая высоту, на которой стоит Пасынково, река образует крутую излучину, возвращаясь около деревни к основному направлению. На том же берегу, на расстоянии около 2 км к юго-западу стоит деревня Столбищи, наиболее крупная деревня в окрестностях с развитой инфраструктурой, центр крупного сельскохозяйственного предприятия. В северном направлении, вниз по течению река течёт в крутых берегах, а населённые пункты на протяжении 4-х км отсутствуют вплоть до федеральной трассы Р151 Ярославль—Рыбинск. На север от Митюшино дороги местного значения ведут на север к деревне Митинское и далее к федеральной трассе.
Деревня Митюшина указана на плане Генерального межевания Борисоглебского уезда 1792 года. В 1825 Борисоглебский уезд был объединён с Романовским уездом. По сведениям 1859 года деревня относилась к Романово-Борисоглебскому уезду.
На 1 января 2007 года в деревне Митюшино числился 1 постоянный житель. По топокарте 1975 г. в деревне жило 11 человек.